# Wikipedia în waray-waray
Wikipedia în waray-waray este versiunea în limba waray-waray (o limbă regională din Filipine) a Wikipediei. A fost lansată în septembrie 2005, iar acum are peste 1 000 000 de articole (locul 10 în august 2014) 